# Tymofiej Romanowicz Trubecki
Tymofiej Romanowicz Trubecki (ros. Тимофей Романович Трубецкой, zm. 1602) – kniaź rosyjski, bojar i wojewoda.
Był uczestnikiem wojny polsko-rosyjskiej 1577-1582. W 1577 roku dowodził atakiem pułku straży przedniej na Inflanty.